# Laguna Pineda
La laguna Pineda es un cuerpo de agua superficial con características de humedal ubicado en la cuenca del río Andalién, al norte de la ciudad de Concepción, Chile.

## Ubicación y descripción
La laguna se encuentra dentro de un predio privado,: 124  a unos 10 kilómetros del centro de la ciudad de Concepción, entre la Población San Jorge y la Población El Pino.
Es un cuerpo de agua cuya forma de herradura es reminiscencia un antiguo meandro del río Andalién que se transformó en laguna al quedar aislado por la construcción de la antigua Ruta 148.

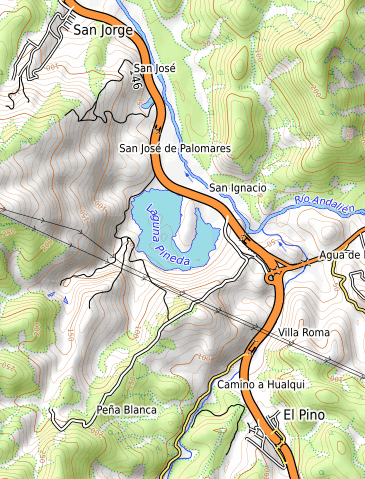
Mapa de la laguna Pineda en OpenStreetMap. Véase también el mapa de la zona de las FF.AA. de los EE. UU.

## Hidrología
La laguna pertenece a la cuenca del río Andalién, aunque está separada de su lecho natural por un camino. Su forma de herradura hace presumir que fue anteriormente un meandro del río Andalién.